# 빅토르 흐레닌
빅토르 겐나디예비치 흐레닌(Віктар Генадзевіч Хрэнін, 1971년 8월 1일-)은 벨라루스의 고위 군인으로 2020년부터 현재 국방부 장관을 맡고 있다.

## 생애 및 경력
그는 1971년 8월 1일, 흐로드나주의 도시인 나바흐루다크에서 태어났다. 그의 아버지 겐나디 흐레닌은 펜자주 출신의 소련 육군 예비역 대령이었다. 그는 1988년 민스크 수보로프 군사 학교를 졸업했다. 1992년 옴스크에 위치한 프룬제 고등통합군사령관 학교를 졸업한 후, 그는 소대장으로 복무했으며 나중에 제6 근위 키예프-베를린 기계화 여단의 대대장으로 복무했다. 2005년 벨라루스 군사 아카데미를 졸업한 후, 흐레닌은 서부작전사령부 본부의 작전 부서에서 선임 장교로 복무했다. 이 직책을 떠난 후, 그는 여러 리더십 직책을 맡았으며, 그 정점은 제11 근위 베를린-카르파티아 기계화 여단의 사령관이 된 것이었다. 2014년, 그는 벨라루스 군사 아카데미 참모장 학부를 우수한 성적과 금메달로 졸업했다. 2015년 6월 23일, 알렉산드르 루카셴코 대통령의 명령에 따라 그는 서부작전사령부 부대 사령관으로 임명되었다.

### 국방부 장관

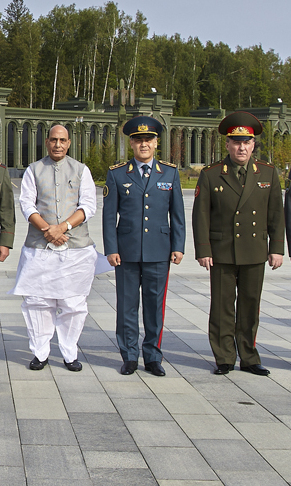
라즈나트 싱 및 누를란 예르메크바예프와 함께 있는 흐레닌 (맨 오른쪽).

이 역할에서 5년을 보낸 후, 그는 2020년 1월 루카셴코 대통령에 의해 벨라루스 국방부 장관으로 임명되었으며, 그의 전임자인 안드레이 라프코프 중장은 벨라루스 안전 보장 이사회의 국무장관이 되었다. 임명 당시 그는 "많은 것을 배우고 익혀야 할 것"이라고 인정하면서도 군사적 우선순위와 일관성을 강조했다.
아나톨리 코스텐코의 80번째 생일에는 흐레닌이 국방부 건물에서 전 국방부 장관에게 직접 축하를 전했다.
2020년 벨라루스 시위 기간 동안 그는 역사적인 삼색기 아래에서 행진하고 시위하는 사람들을 나치 협력자에 비유하며 제2차 세계 대전 중 "파시스트들이 벨라루스인, 러시아인, 유대인, 기타 민족 대표자들을 대량 학살했던 깃발 아래서 오늘날 이 신성한 장소에서 시위가 조직되는 것을 우리가 침착하게 지켜볼 수 없다"고 성명에서 말했다. 그의 성명은 국방부와 같은 기관에도 불구하고 이례적으로 정치적이고 감정적이라는 평가를 받았다. 흐레닌은 또한 군사 지도부에 군사 분쟁이 발생하여 그들의 도움이 필요할 수 있다고 선언했다.

## 제재
2021년 6월, EU는 흐레닌에 대한 제재를 가했다. 그는 또한 영국, 스위스, 캐나다, 그리고 미국으로부터도 제재를 받았다.
2022년 3월 25일, 흐레닌은 2022년 러시아의 우크라이나 침공에서 "러시아가 벨라루스에서 공격을 시작하도록 허용함으로써 러시아에 전략적으로 중요한 역할을 했기 때문에" 호주로부터 제재를 받았다. 또한 2022년에는 일본, 뉴질랜드 그리고 우크라이나에 의해 유사한 이유로 블랙리스트에 올랐다.

## 개인 생활
- 아내 - 나탈리아 미하일로브나 흐레니나, 국군 제1134군 임상 의료 센터 물리 치료 부서장.[21]
- 딸 - 마리나, 변호사이자 양카 쿠팔라 흐로드나 주립 대학교 졸업생.

## 수상
- 조국을 위한 봉사 훈장 3등급
- 무결점 복무 메달 1등급 (2018)[22]
- 무결점 복무 메달 2등급
- 무결점 복무 메달 3등급
- 제1차 세계 대전 승리 50주년 기념 메달 (1941-1945)
- 벨라루스 공화국 나치 점령으로부터의 해방 60주년 기념 메달
- 제1차 세계 대전 승리 60주년 기념 메달 (1941-1945)
- 벨라루스 공화국 나치 점령으로부터의 해방 65주년 기념 메달
- 제1차 세계 대전 승리 65주년 기념 메달 (1941-1945)
- 벨라루스 공화국 나치 점령으로부터의 해방 70주년 기념 메달